# Death Row Family
 (mai 2021).
Pour plus de détails, voir Fiche technique et Distribution.
Death Row Family (全員死刑, Zen'in shikei) est un film japonais réalisé par Yūki Kobayashi (ja) et sorti en 2017. Le film est adapté du roman Waga ikka zen'in shikei (我が一家全員死刑) de Tomohiko Suzuki (ja), lui-même tiré de l'histoire des meurtres d'Ōmuta (en).

## Synopsis
Les quatre membres de la famille Kubizuka sont endettés et ont des difficultés financières. Ils envisagent de voler les Yoshida qui s'enrichissent en prêtant de l'argent à des taux usuriers. Mais leur plan mal conçu tue la mère de famille. Pris dans un engrenage en essayant maladroitement de dissimuler ce premier meurtre, ils en commettent de plus en plus.

## Fiche technique
- Titre : Death Row Family[2]
- Titre original : 全員死刑 (Zen'in shikei?)[3]
- Réalisation : Yūki Kobayashi (ja)
- Scénario : Jun Tsugita (ja) et Yūki Kobayashi, d'après le roman Waga ikka zen'in shikei (我が一家全員死刑?) de Tomohiko Suzuki (ja)
- Photographie : Keizō Suzuki
- Musique : Kō Nakagawa
- Montage : Yūki Kobayashi et Yoshihiro Nishimura (ja)
- Sociétés de production : New Select (I), Nikkatsu, Nishimura Motion Picture Model Makers Group, Tokyo Theatres K.K.
- Pays d'origine :  Japon
- Langue originale : japonais
- Format : couleur
- Genres : comédie dramatique, film de gangsters, yakuza eiga
- Durée : 98 minutes[3]
- Dates de sortie
  - France : 14 septembre 2017 (première mondiale à l'Étrange Festival)[2]
  - Japon : 18 novembre 2017[3]

## Distribution
- Naomasa Musaka (ja) : Tetsuji, chef de clan yakuza
- Shōtarō Mamiya (ja) : Takanori, fils de Tetsuji
- Katsuya Maiguma (ja) : Takashi, fils de Tetsuji, grand frère de Takanori
- Kanako Irie (ja) : Naomi, la femme de Tetsuji
- Hazuki Shimizu (ja) : Kaori, la petite copine de Takanori
- Motoki Ochiai (ja) : Katsuyuki, fils de Yoshida
- Kisetsu Fujiwara (ja) : Shoji, fils de Yoshida
- Miyuki Torii (ja) : Patra / Mme Yoshida (usurière)